# Distrito electoral local 13 de Tabasco
El Distrito Electoral Local 13 de Tabasco es uno de los 21 Distritos Electorales en los que se encuentra dividido el territorio del estado de Tabasco. Su cabecera es la ciudad de Comalcalco, en el municipio de Comalcalco, Tabasco.
Desde la redistritación de 2016 está formado por 62 secciones electorales ubicadas en el municipio de Comalcalco, Tabasco.

## Distritación actual

### Distritación electoral de 2016
El 30 de noviembre de 2016, el acuerdo del Consejo Estatal del Instituto de Electoral y de Participación Ciudadana de Tabasco determinó establecer la cabecera del Distrito Electoral Local 13 de Tabasco en la ciudad de Comalcalco, en el municipio de Comalcalco, Tabasco y conformarlo de la siguiente manera:
- Municipio de Comalcalco:  62 secciones electorales; de la 512 a la 524, de la 527 a la 529, de la 533 a la 534, de la 536 a la 537, 548, 551, de la 553 a la 556, 558, de la 562 a la 569, de la 576 a la 5BB, de la 590 a la 591, 593, de la 595 a la 603, y de la 607 a la 608.

## Distritaciones anteriores

### Distritación electoral de 1996
La distritación electoral local de 1996 estableció el distrito en el municipio de Macuspana y su cabecera distrital en la cabecera municipal, Macuspana.

### Distritación electoral de 2002
La redistritación de 2002 mantuvo el distrito en el municipio de Macuspana, con cabecera municipal en la cabecera municipal, Macuspana.

### Distritación electoral de 2011
El acuerdo del Consejo Estatal del Instituto de Electoral y de Participación Ciudadana de Tabasco (IEPCT) publicado en el Periódico Oficial del Estado de Tabasco, el 24 de noviembre de 2011 estableció que el Distrito Electoral Local 13 de Tabasco tuviera cabecera en la ciudad de Comalcalco, en el municipio de Comalcalco.

## Diputados por el distrito
| Diputado                    | Partido por el que fue electo (a)                                                                                          | Grupo Parlamentario                  | Legislatura       | Periodo                                           | Cabecera Distrital |
| --------------------------- | --- | ------------------------------------ | ----------------- | ------------------------------------------------- | ------------------ |
| Marqueza Morales Narváez    | Partido Revolucionario Institucional                                                                                       | Partido Revolucionario Institucional | LVI Legislatura   | 1 de enero de 1998 - 31 de diciembre de 2000      | Macuspana          |
| Juan Molina Becerra         | Partido Revolucionario Institucional                                                                                       | Partido Revolucionario Institucional | LVII Legislatura  | 1 de enero de 2001 - 31 de diciembre de 2003      | Macuspana          |
| José Luis Sánchez López     | Partido de la Revolución Democrática                                                                                       | Partido de la Revolución Democrática | LVIII Legislatura | 1 de enero de 2004 - 31 de diciembre de 2006      | Macuspana          |
| José Alberto Pinzón Herrera | Coalición por el Bien de Todos Partido de la Revolución Democrática Partido del Trabajo Movimiento Ciudadano               | Partido de la Revolución Democrática | LIX Legislatura   | 1 de enero de 2007 - 31 de diciembre de 2009      | Macuspana          |
| Fernando Morales Mateos     | Candidatura Común Partido Revolucionario Institucional Partido Nueva Alianza                                               | Partido Revolucionario Institucional | LX Legislatura    | 1 de enero de 2010 - 31 de diciembre de 2012      | Macuspana          |
| Mario Córdova Leyva         | Coalición Movimiento Progresista por Tabasco Partido de la Revolución Democrática Partido del Trabajo Movimiento Ciudadano | Partido de la Revolución Democrática | LXI Legislatura   | 1 de enero de 2013 - 31 de diciembre de 2015      | Comalcalco         |
| Salvador Sánchez Leyva      | Candidatura Común Partido de la Revolución Democrática Partido Nueva Alianza                                               | Partido de la Revolución Democrática | LXII Legislatura  | 1 de enero de 2016 - 4 de septiembre de 2018      | Comalcalco         |
| Luis Ernesto Ortíz Catalá   | Movimiento Regeneración Nacional                                                                                           | Movimiento Regeneración Nacional     | LXIII Legislatura | 5 de septiembre de 2018 - 4 de septiembre de 2021 | Comalcalco         |
| Marlene Martinez Ruíz       | Movimiento Regeneración Nacional                                                                                           | Movimiento Regeneración Nacional     | LXIV Legislatura  | Por iniciar                                       | Comalcalco         |